# Верстание
Верстание, верстать — зачисление того или иного лица в служилый чин в Московском государстве. Сопровождалось назначением ему денежного и поместного оклада сообразно его породе («отечеству») и служебной годности. Обычно сын служилого человека впервые верстался 15-ти лет и назывался «неслужилым новиком». Быть «в версту» — значит быть равным кому-либо по породе и службе.